# Ranald MacDonald
Pour les articles homonymes, voir MacDonald.
Cet article possède un paronyme, voir Ronald MacDonald.

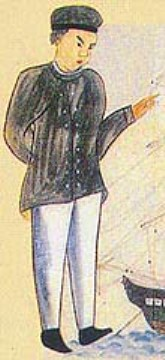
Yamamoto Otokichi

Ranald MacDonald, né le 3 février 1824 à Fort Astoria en Amérique du Nord britannique et mort le 24 août 1894 dans l'État de Washington aux États-Unis, est la première personne à avoir enseigné l'anglais au Japon, l'un de ses élèves fut notamment Moriyama Einosuke.

## Biographie

### Jeunesse et formation
MacDonald est né en 1824 à Fort Astoria en Amérique du Nord britannique. La zone était alors appelée Columbia District par les Britanniques et Oregon Country par les Américains, territoire disputé dominé par la compagnie de la Baie d'Hudson britannique et la compagnie pacifique des fourrures américaine. Le père de MacDonald était Archibald McDonald (en), un marchand de fourrure écossais de la compagnie de la Baie d'Hudson et sa mère s'appelait Raven (aussi connu sous le nom de princesse Dimanche), une indienne chinook, fille de Comcomly, chef de la tribu chinook dont le territoire s'étendait de la chaîne des Cascades au cap de la déception. Cet héritage mixte fait de MacDonald un métis, une personne à cheval sur deux cultures.
Pendant sa jeunesse, il rencontre trois marins naufragés japonais, dont Yamamoto Otokichi. Ses parents indiens lui disent que leurs ancêtres venaient d'Asie et le garçon commença à développer une fascination pour le Japon.
Il est éduqué à l'académie de la rivière Rouge (en) de la toute nouvelle colonie de la rivière Rouge qui deviendra la province canadienne du Manitoba. Il travaille ensuite comme commis de banque pour faire plaisir à son père.

### Au Japon

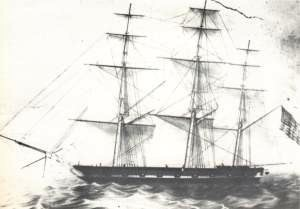
L'USS Preble, sloop du capitaine sur lequel MacDonald parti du Japon.

Homme débordant d'énergie, il quitte bientôt son travail à la banque pour se rendre au Japon. En toute connaissance de la stricte politique isolationniste japonaise de cette époque, qui punissait de mort ou d'emprisonnement les étrangers qui posaient le pied au Japon, il signe comme marin sur le baleinier Plymouth en 1845. En 1848, il convainc le capitaine du navire de le débarquer dans une petite embarcation au large des côtes d'Hokkaido. Le 1er juillet, il pose le pied sur l'île Rishiri et prétend à la population locale s'être échoué. Il est accueilli par des Aïnous qui le remettent au daimyo (gouverneur) du clan Matsumae. Il est ensuite envoyé à Nagasaki, le seul port du Japon autorisé au commerce extérieur mais uniquement avec les Néerlandais.
En réaction à l'augmentation du nombre de navires britanniques et américains qui s'approchaient des côtes japonaises et comme aucun Japonais ne parlait anglais, quatorze hommes furent envoyés auprès de MacDonald pour apprendre cette langue. Ces hommes étaient des samouraïs qui avaient déjà appris le néerlandais et essayaient d'apprendre l'anglais auprès des marchands néerlandais qui parlaient un peu cette langue. Le plus brillant de ces hommes, une sorte de génie des langues, était Moriyama Einosuke.
MacDonald reste ensuite en détention à Daihan, un temple affilié au Sōfuku-ji de Nagasaki pendant dix mois, période durant laquelle il étudie le japonais avant d'être remis à un navire de guerre américain de passage. En avril 1849, à Nagasaki, MacDonald est ainsi remis avec quinze autres naufragés au capitaine James Glynn (en) sur l'USS Preble (en) qui avait été envoyé pour sauver les marins échoués. Glynn estimait qu'un traité devait être signé avec le Japon « de gré ou de force ».
À son retour en Amérique du nord, MacDonald écrit une déclaration au congrès des États-Unis, expliquant que la société japonaise était très ordonnée et que les habitants étaient très bien élevés. Il continue ensuite sa carrière comme marin.
Après avoir voyagé sur les mers pendant des années, MacDonald s'installe au Bas-Canada (actuel Québec) puis, en 1858, dans la nouvelle colonie de la Colombie-Britannique où il fonde une entreprise d'emballage dans les prospections d'or du fleuve Fraser et plus tard en 1864 dans la Cariboo. Il participe également à l'expédition d'exploration de l'île de Vancouver (en).
Au Japon, ses anciens élèves servent durant les négociations de l'ouverture du Japon avec le commodore Perry mais MacDonald n'obtient aucune reconnaissance pour ses efforts. Ses notes sur son aventure japonaise ne sont publiées qu'en 1923, 29 ans après sa mort. Il meurt pauvre dans l'État de Washington en 1894 lors d'une visite à sa nièce. Ses derniers mots auraient été « Sayonara, ma chère, sayonara... ».

## Lieu d'inhumation

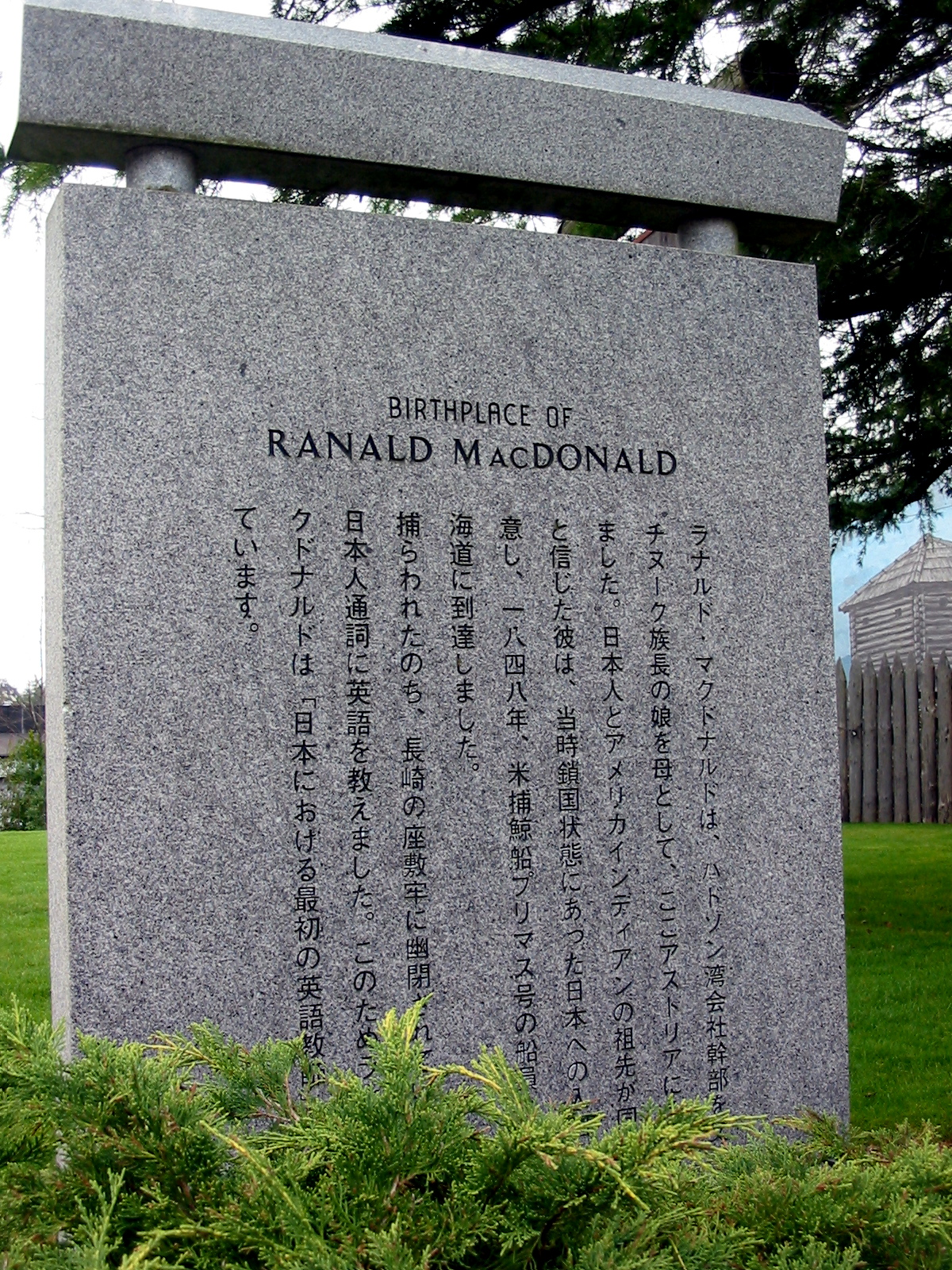
Stèle en japonais indiquant le lieu de naissance de Ranald MacDonald à Astoria dans l'Oregon.

MacDonald est aujourd'hui inhumé au cimetière Ranald McDonald dans le comté de Ferry de l'État de Washington. Sa tombe se trouve à 18 miles du parc national du lac Curlew et porte l'inscription suivante :
RANALD MacDONALD 1824-1894
FILS DE PRINCESSE RAVEN ET D'ARCHIBALD MacDONALD
VÉCU UNE VIE D'AVENTURE NAVIGUANT SUR LES SEPT MERS
ERRANT DANS DES CONTRÉES LOINTAINES MAIS RENTRANT CHEZ LUI POUR SES DERNIERS JOURS. SAYONARA-ADIEU
ASTORIA EUROPE JAPON LA CARIBOO AUSTRALIE ET COLVILLE
Des monuments mémorial se trouvent à Rishiri et Nagasaki, ainsi que sur son lieu de naissance qui devint la ville d'Astoria.

## Source de la traduction
- (en) Cet article est partiellement ou en totalité issu de l’article de Wikipédia en anglais intitulé « Ranald MacDonald » (voir la liste des auteurs).